# John Newcombe Women's Pro Challenge 2012
Il John Newcombe Women's Pro Challenge 2012 è stato un torneo di tennis facente parte della categoria ITF Women's Circuit nell'ambito dell'ITF Women's Circuit 2012. È stata la 1ª edizione del torneo che si è giocata a New Braunfels negli Stati Uniti dal 29 ottobre al 4 novembre 2012 su campi in cemento e aveva un montepremi di $50,000.

## Partecipanti

### Teste di serie
| Nazionalità | Giocatrice                | Ranking* | Testa di serie |
| ----------- | ------------------------- | -------- | -------------- |
| Italia      | Camila Giorgi             | 77       | 1              |
| Stati Uniti | Lauren Davis              | 88       | 2              |
| Stati Uniti | Melanie Oudin             | 98       | 3              |
| Croazia     | Mirjana Lučić             | 109      | 4              |
| Portogallo  | Michelle Larcher de Brito | 113      | 5              |
| Colombia    | Mariana Duque             | 170      | 6              |
| Stati Uniti | Madison Keys              | 173      | 7              |
| Stati Uniti | Chichi Scholl             | 174      | 8              |

- Ranking al 22 ottobre 2012.

### Altre partecipanti
Giocatrici che hanno ricevuto una wild card:
- Stati Uniti Rosalia Alda
- Stati Uniti Victoria Duval
- Stati Uniti Yasmin Schnack

Giocatrici che sono passate dalle qualificazioni:
- Stati Uniti Lauren Albanese
- Stati Uniti Sanaz Marand
- Croazia Jelena Pandžić
- Stati Uniti Taylor Townsend
- Stati Uniti Natalie Pluskota (Lucky Loser)
- Indonesia Romana Tedjakusuma (Lucky Loser)

## Vincitori

### Singolare
Melanie Oudin ha battuto in finale  Mariana Duque con il punteggio di 6–1, 6–1

### Doppio
Elena Bovina /  Mirjana Lučić hanno battuto in finale  Mariana Duque /  Adriana Pérez con il punteggio di 6–3, 4–6, [10–8]